# 今川裕代
今川 裕代（いまがわ ひろよ）は、日本の女性ピアニスト。福井県 三方上中郡 若狭町 出身。

## 概要
シュトゥットガルト音楽演劇大学、およびザルツブルク・モーツァルテウム大学修士課程首席卒業。
在学中よりヨーロッパ各地で演奏活動を行い、多彩な音色と繊細な叙情性、洗練された音楽性が高く評価され、着実に活躍の場を広げている。これまでにNHK響、東京フィル、新日本フィル、名古屋フィル、関西フィル、日本（大阪）センチュリー響、アンサンブル金沢、セントラル愛知響、群馬響、九州響、東京ニューシティ管、チェコ国立ブルノフィル、ドルトムントフィル、ベネズエラ響、アルメニアフィル、サンクトペテルブルク祝祭管、レニングラード国立歌劇場管等のオーケストラと共演。イギリスの宮殿内での御前演奏、ベルギーのフランドロン、ドイツのシュベッツィンゲンをはじめ、モーゼル、マイセン、メクレンブルク＝フォアポメルンや武生等の国際音楽祭、NHKやドイツのMDR、SWRのラジオに出演している。
2014、2015年はモーツァルトの協奏曲第12番、第23番、ベートーヴェンの協奏曲第4番、ブラームスの協奏曲第1番、ラフマニノフの協奏曲第2番のオーケストラ共演、東京文化会館、川口リリアホールや石川県立音楽堂でのソロリサイタルをはじめ、新国立劇場主催公演でのトップダンサーとのコラボレーション、武生国際音楽祭、越のルビー音楽祭、著名アーティストとの室内楽公演にも多数出演した。また、定期的なザルツブルクでの公演やアウトリーチ活動のほか、クラシック音楽と現代のビジネスの融合をテーマにした活動（ヤナセやメルセデス・ベンツ主催コンサート等）も好評を博し、柔らかな語り口で音楽の素晴らしさを深く伝える姿勢は多くの共感を集めている。
これまでに、ピアノを故ハンス・ライグラフ（Hans Leygraf）、アンドレ・マルシャン、角聖子、高務智子、徳岡美智子、田邉暁美、楽曲分析を徳岡正之、室内楽を故ウィルヘルム・メルヒャー（メロス弦楽四重奏団）、ギュンター・ピヒラー（アルバン・ベルク弦楽四重奏団）、ライナー・シュミット（ハーゲン弦楽四重奏団）に師事。
2015年4月に大阪芸術大学演奏学科・客員准教授、2017年4月より大阪芸術大学演奏学科准教授、及び東京音楽大学指揮科特別アドヴァイザーに就任。2024年4月より大阪芸術大学演奏学科教授に就任。

## コンクール受賞歴
- 2002年 第9回 ヨハネス・ブラームス国際コンクール 第2位
- 2002年 オーストリア政府よりヴュルディグング賞
- 2002年 第25回 サレルノ国際ピアノコンクール 第1位 、併せて最優秀ドビュッシー演奏賞
- 2003年 第1回 アントン・ルビンシュタイン国際ピアノコンクール 第3位
- 2005年 第10回 シューベルト国際ピアノコンクール（Internationaler Schubert-Wettbewerb - Klavier） 第2位

## 主な演奏歴
- ドイツ／ドレスデン・ゼンパー・オーパー国立歌劇場、モーゼル音楽祭、シュヴェッツィンゲン・モーツァルト音楽祭、メクレンブルク＝フォアポンメルン州ポメラニア音楽祭、ピアノフォルテ・フェスト・マイセン
- オーストリア
- イギリス／イギリス王室での御前演奏
- ベルギー／フランダース音楽祭（Festival van Vlaanderen）
- スイス
- クロアチア
- ベネズエラ
- イタリア
- 台湾
- 日本／ラ・フォル・ジュルネ・オ・ジャポン、アルメニア・フィルハーモニー管弦楽団日本公演、NHK-FMラジオ『名曲リサイタル』、サントリーホール、東京文化会館でのリサイタル、武生国際音楽祭、越のルビー音楽祭

## 共演した主なオーケストラ
NHK交響楽団、東京フィルハーモニー交響楽団、新日本フィルハーモニー交響楽団、東京ニューシティ管弦楽団、群馬交響楽団、名古屋フィルハーモニー交響楽団、セントラル愛知交響楽団、オーケストラ・アンサンブル金沢、関西フィルハーモニー管弦楽団、大阪センチュリー交響楽団、九州交響楽団、ブルノ国立フィルハーモニー管弦楽団、ドルトムント・フィルハーモニー管弦楽団、アルメニア・フィルハーモニー管弦楽団、ベネズエラ交響楽団、レニングラード国立歌劇場管弦楽団、サンクトペテルブルク祝祭管弦楽団、ザルツブルク・モーツァルテウム大学交響楽団、ドレスデン・カール・マリア・フォン・ウェーバー音楽大学管弦楽団、パソナグループ「夢オーケストラ」、伊丹シティフィルハーモニー管弦楽団、ブロッサムフィルハーモニックオーケストラ、アイリス・フィルハーモニック・オーケストラ、癒しの森オーケストラ（東京音楽大学シンフォニーオーケストラ）、福井大学医学部管弦楽団、聖光学院管弦楽団など

## 共演した主な指揮者
飯森範親、井上道義、大友直人、黒岩英臣、小林研一郎、小松長生、広上淳一、沼尻竜典、齊藤一郎、柳澤寿男、上野正博、加藤完二、高谷光信、田部井剛、河上隆介、中島章博、アンドレイ・アニハーノフ、クリスティアン・アルミンク、ペトル・アルトリフテル、マルク・ゴレンシテイン、ディルク・カフタン、クラウスペーター・ザイベル、エドゥアルド・トプチャン、ステファン・アムシュルほか

## アルバム
- 「Anton G. Rubinstein 2003, Internationaler Klavierwettbewerb : Abschlußkonzert des Internationalen Klavierwettbewerbs "Anton G. Rubinstein"; Finalisten spielen Klavierkonzerte von S. Rachmaninoff und R. Schumann.」（Interpr.: Alicia Martinez [Kl]. Pavel Raykerus [Kl]. Hiroyo Imagawa [Kl]. Sinfonieorchester der Hochschule für Musik "Carl Maria von Weber" Dresden. Klauspeter Seibel [Dir]. - Aufn.: Live-Mitschnitt des MDR vom 19.11.2003 aus der Semperoper Dresden.）
- 「Master Teacher Hans Leygraf’s Fundamental Lessons（ハンス・ライグラフ先生のピアノレッスンの基礎）」DVD(2枚組) 2008年
- 「Mondshein モントシャイン～月光」（クラシカルライン） プロデューサー：吉川洋一郎、2009年
  - プレデビューアルバム。 シルクの音色と清冽なリリシズム、クラシックの名曲をピアニスト自らの選曲で綴る名曲集。
- 「L'Isle joyeuse 喜びの島」（クラシカルライン） プロデューサー：吉川洋一郎、2010年
  - オール・ドビュッシー、ピアノソロ作品集。
- 「空の記憶 水の記憶」ソプラノ歌手 広瀬奈緒 ソロアルバム （作曲家：笠松泰洋プロデュース・コレクション）（響き工芸 サウンドアリア レコード）2014年
- 村井香子 イギリス歌曲「Fairest isle 美しき島」～イギリスの歌 パーセルとブリテン～（コジマ録音）2015年